# Зурволд
Зурволд (њем. Surwold) општина је у њемачкој савезној држави Доња Саксонија. Једно је од 60 општинских средишта округа Емсланд. Према процјени из 2010. у општини је живјело 4.381 становника. Посједује регионалну шифру (AGS) 3454051.

## Географски и демографски подаци
Зурволд се налази у савезној држави Доња Саксонија у округу Емсланд. Општина се налази на надморској висини од 25 метара. Површина општине износи 54,9 km². У самом мјесту је, према процјени из 2010. године, живјело 4.381 становника. Просјечна густина становништва износи 80 становника/km².